# Lucio e Giuseppe Lozza
Lucio Lozza (Calalzo di Cadore, 19 aprile 1877 – Calalzo di Cadore, 29 giugno 1954) e 
Giuseppe Lozza (Calalzo di Cadore, 19 agosto 1870 – Calalzo di Cadore, 30 gennaio 1954), conosciuti dal nome della loro ditta come Fratelli Lozza, sono stati due imprenditori, inventori e dirigenti d'azienda italiani, fondatori dell'omonimo marchio industriale operativo prima nella meccanica, in seguito nel settore degli occhiali.

## Biografia

### Giovanni Lozza: il primo laboratorio di Calalzo
Le basi della futura industria sono poste nel 1878. Il 15 marzo di tale anno, infatti, viene sottoscritto nello studio del notaio Giacomelli di Padova l'atto costitutivo della "Fabbrica Occhiali A. Frescura e C.", promossa da Angelo e Leone Frescura, cui partecipa suo padre Giovanni (1840-1915), riparatore di attrezzi e arrotino ambulante. I due fratelli sono agricoltori che nelle fasi stagionali di fermo vendono occhiali di produzione tedesca e francese e i pettini prodotti dal capofamiglia Francesco, cacciatore che li ricava dalle ossa della selvaggina catturata.

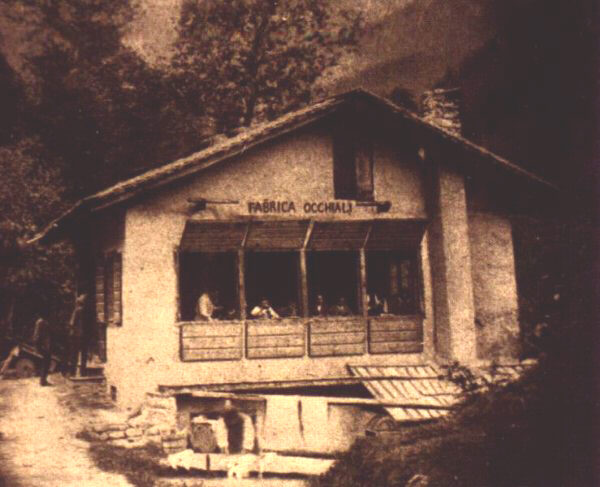
La Fabbrica Occhiali A. Frescura e C. ospitata in un vecchio mulino in località Le Piazze.

L'iniziativa è stata presa da Angelo, l'anima imprenditoriale della famiglia, titolare di un'attività cominciata da ragazzo quindicenne con i fratelli Leone, Giovanni e Giuseppe che dal 1868 si è stabilizzata a Padova, prima con una bancarella e in seguito con una bottega artigiana. Lo scopo è quello di recuperare le posizioni perdute dalla locale produzione di lenti sia correttive che d'ingrandimento, legata all'arte vetraria di Murano, che dopo la scomparsa della Repubblica di Venezia è stata sopraffatta dall'importazione da centri esteri specializzati. Giovanni Lozza, abile artigiano nella meccanica di precisione, fabbricante e arrotino di coltelli, è chiamato a realizzare e mantenere attive le attrezzature necessarie ad un'attività prettamente industriale, che prende però il via coi tre soci (che si dividono in parti uguali l'utile netto), a fare da operai per la molatura e il montaggio di lenti provenienti dall'estero su occhiali cerchiati metallici, anch'essi d'importazione.

### L'officina meccanica Fratelli Lozza

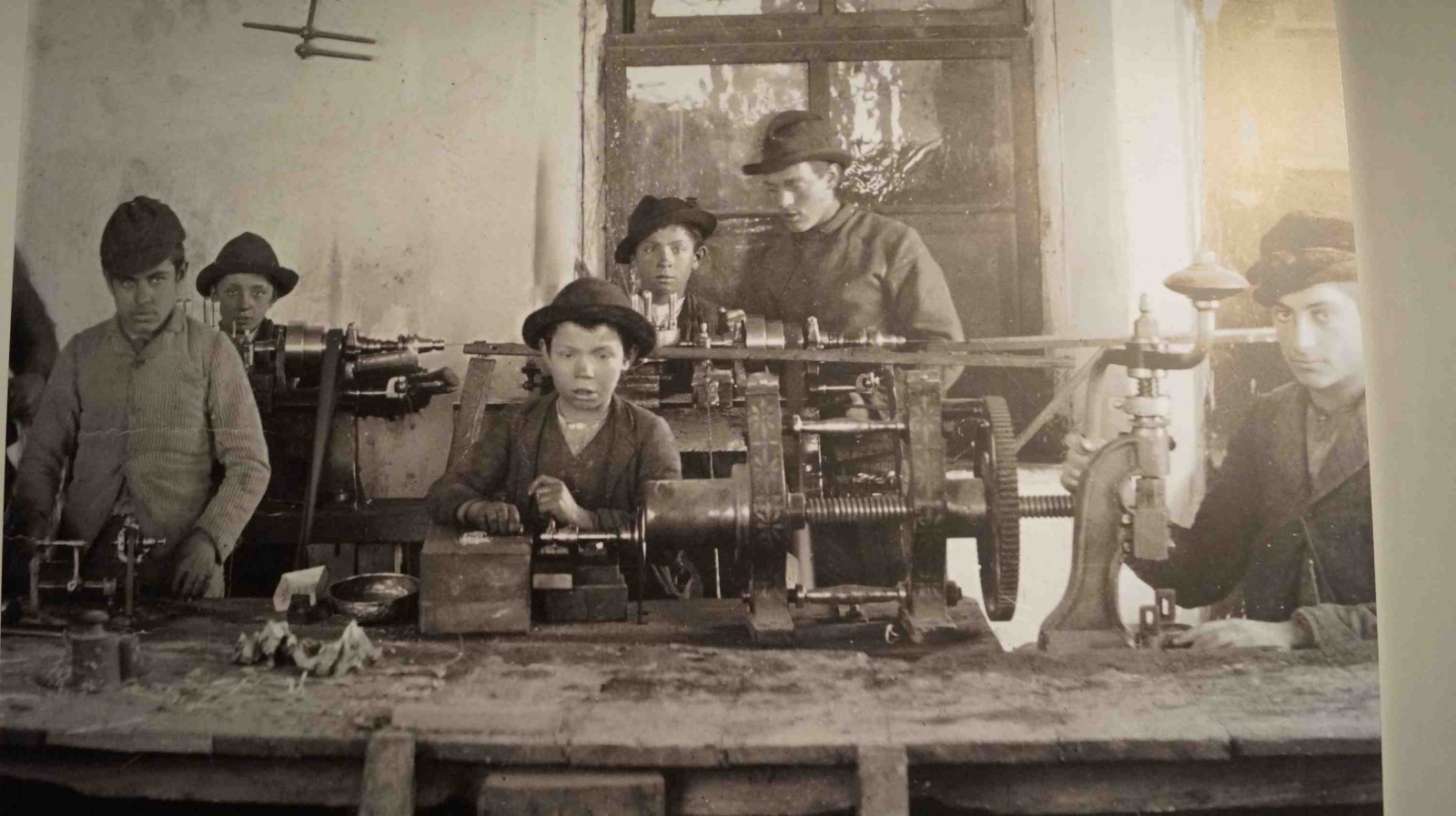
Giovanissimi operai alle dipendenze del gruppo Colon, Bonomi e Ferrari.

L'attività dei tre pionieri dell'occhialeria cadorina va avanti fino alla morte di Angelo Frescura, avvenuta il 13 luglio 1886. La scomparsa del fondatore sembra dover mettere fine all'impresa per il disinteresse del fratello, che torna a tempo pieno all'attività di agricoltore, e la mancanza dei mezzi necessari a mettersi in proprio di Lozza. Dopo una trattativa di alcuni mesi l'azienda viene rilevata dal gruppo milanese "Colon, Bonomi e Ferrari" fondato da Carlo Enrico Ferrari, un ex ufficiale dello stato maggiore che ha lasciato l'esercito per l'attività imprenditoriale. La nuova società viene costituita l'8 gennaio 1887 e la produzione, sempre assemblando materiale d'importazione, viene ripresa con trenta operai e un volume di affari che porta la locale camera di commercio a definirla "unica del genere in Italia e rivale in qualche caso anche delle officine estere".
La Ferrari viene a sua volta liquidata nel 1901, quando l'attività passa a Ulisse Cargnel, un altro pioniere della locale industria degli occhiali. Giovanni Lozza decide di reinvestire la sua quota di liquidazione mettendo su un'officina meccanica su un terreno affittato dal comune in località San Francesco d'Orsina. È qui che il giovane Lucio, all'epoca quattordicenne, inizia un lungo apprendistato che lo vede alternarsi tra l'attività paterna e lo stabilimento Cargnel. In quest'ultimo viene successivamente assunto proprio in qualità di meccanico, addetto alla lavorazione delle piastre meccaniche destinate alle trance con uno strumento di taglio messo a punto nell'officina paterna.

### Dalle apparecchiature meccaniche agli occhiali

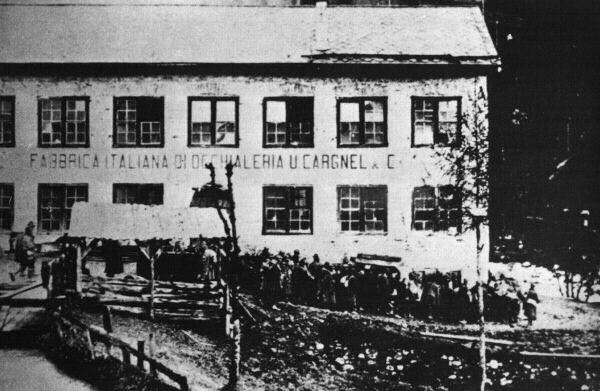
Lo stabilimento di Ulisse Cargnel.

Apprendista meccanico lo è anche suo fratello Giuseppe (1870-1954), con il quale nel 1911 dà vita alla Fratelli Lozza officina meccanica, un'impresa in forma di società in accomandita che inizialmente produce attrezzi meccanici e ottici per le prime occhialerie della zona utilizzando lo stabilimento paterno, opportunamente ampliato e ristrutturato. La nuova società ha un rapporto preferenziale con la Cargnel, che dal 1910 (prima in Italia) ha attivato un apposito reparto per la costruzione di montature in celluloide, tecnica che richiede apposite attrezzature. Questa intesa viene ulteriormente messa a frutto dopo la prima guerra mondiale e una breve esperienza del Lozza a Roma, dove nel 1917-18 lavora all'ottica di binocoli e cannocchiali per il ministero della guerra.

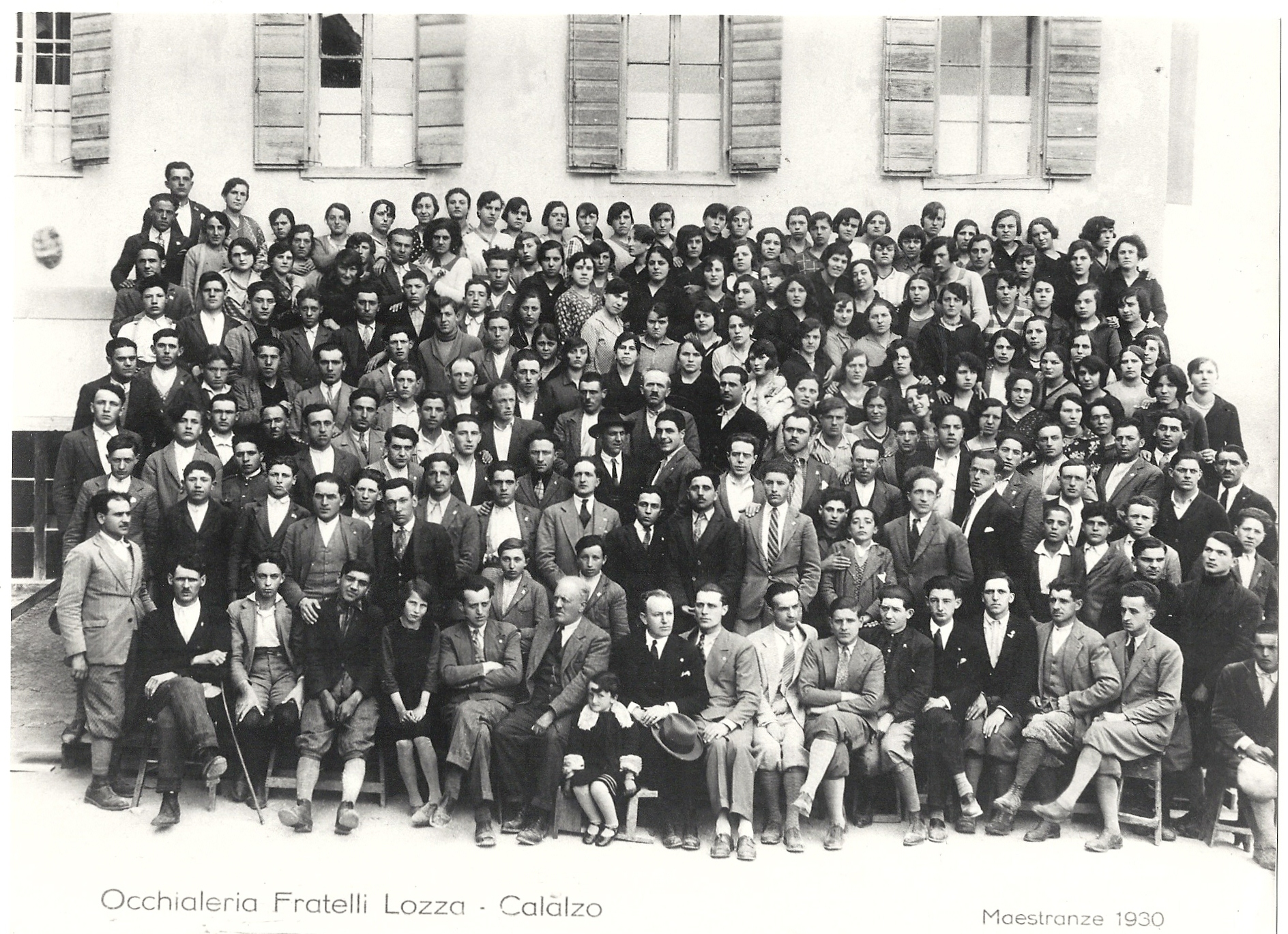
Lucio e Giuseppe Lozza con i dipendenti della Industria Cadorina Occhialeria Lozza nel 1930.

La domanda di occhiali in celluloide cresce infatti in modo esponenziale, al punto che la Cargnel da sola non può far fronte da sola a tutte le richieste. Tornato definitivamente a Calalzo, nel 1919, Lucio Lozza decide di convertire lo stabilimento alla medesima produzione ma non in concorrenza, bensì in sinergia, tanto che Ulisse Cargnel non solo sostiene l'iniziativa ma gli mette anche a disposizione la propria rete commerciale (rappresentanze e negozi). La società muta per l'occasione la ragione sociale in Fratelli Lozza occhiali e opera inizialmente con sette operai supervisionati dai due fratelli, Lucio in qualità di direttore amministrativo e Giovanni come supervisore delle fasi di lavorazione. L'azienda cresce rapidamente (nel 1930 i dipendenti sono già gli oltre duecento della foto qui a lato), grazie all'indipendenza dei due fratelli nel delicato campo dell'attrezzaggio dei laboratori, dove possono progettare e costruire in proprio, con un grande vantaggio economico, praticamente ogni tipo di attrezzo meccanico.
Una relazione della locale camera di commercio, pubblicata nel 1926, descrive le occhialerie Lozza come un'azienda di tipo moderno, che non risparmia sui costi di assicurazione e sicurezza, ed anzi investe molte risorse finanziarie nel riutilizzo del celluloide non lavorato per la creazione di apparecchi protettori da far indossare agli operai e da installare sui macchinari. Gran parte del danaro investito nella sicurezza e nel nido per i figli delle operaie proviene dalla vendita dei cascami di celluloide e degli altri scarti del processo produttivo, ceduti perlopiù per la fabbricazione di bottoni.

### La guerra e gli ultimi anni dei Lozza

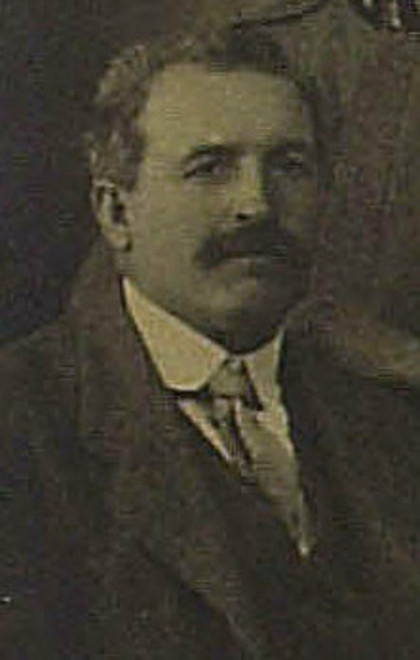
Guglielmo Tabacchi, il fondatore della S.A.F.I.L.O.

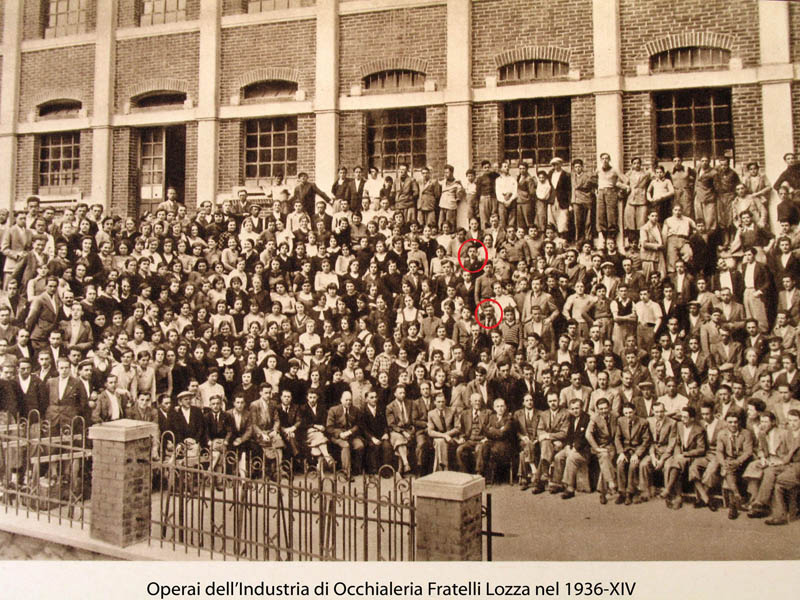
Foto ricordo della Fratelli Lozza al raggiungimento dei 500 operai.

La totale indipendenza dei Lozza sul delicato fronte delle attrezzature porta ad una crescita del fatturato e del gruppo che sbaraglia qualsiasi concorrenza, al punto che Ulisse Cargnel, costretto ad avvalersi di costose consulenze, è costretto a gettare la spugna nel 1934. La sua attività viene rilevata da Guglielmo Tabacchi, imprenditore nato nel 1900 a Solvay nello stato di New York, figlio di emigranti italiani che ha deciso di cercare fortuna laddove non l'hanno trovata i genitori. La Fabbrica Italiana Occhialeria di U. Cargnel e C. viene trasformata nella Safilo, Società Azionaria Fabbrica Italiana Lavorazione Occhiali, che prosegue in una politica di collaborazione interaziendale che porta, nella seconda metà degli anni '30, alla creazione di un indotto formato da piccoli laboratori che svolgono alcune fase minori ma essenziali della produzione come astucci, armature, minuterie metalliche, etc.
Quando la guerra è ormai alle porte l'industria locale copre la produzione nazionale all'88% nelle montature da occhiali e al 53% in quella degli astucci. Calalzo diventa un vero e proprio distretto industriale, che Lucio Lozza pubblicizza mediante il finanziamento del periodico Cadore, diretto da Alberto Pais. Durante l'occupazione tedesca Sàfilo produsse un solo tipo di occhiali da inviare in Germania e parallelamente, senza l'autorizzazione tedesca, produceva a marchio Italottica altri prodotti ottici. Questa strategia le permise di crescere al'interno del settore. 

Cessate le ostilità i processi di epurazione vedono i due Lozza prosciolti per non avere mai approfittato della loro vicinanza al fascismo per arricchimenti personali e per le numerose testimonianze favorevoli ai lunghi anni di gestione del comune da parte di Lucio, che ricopre la carica di podestà dal 1929 al 1941. Nel 1949 l'azienda diventa una società per azioni con la ragione sociale Industria cadorina occhialeria Fratelli Lozza, il cui capitale passa dagli iniziali 1.200.000 ai 19.200.000 lire del 1951. Lucio Lozza ricopre dal 1950 al 1952 le cariche di presidente dell'Associazione italiana degli ottici e della sezione provinciale di Belluno della Confindustria. I due fratelli stanno ponendo le basi dell'espansione internazionale del gruppo nei paesi dove esportano fin dagli anni '30, che vanno dall'Europa agli Stati Uniti, dall'Africa settentrionale al Medio Oriente e all'America Latina, quando vengono entrambi a mancare a distanza di pochi mesi l'uno dall'altro.
Il marchio Lozza, portato avanti dai loro figli, è oggi commercializzato dalla De Rigo